# Бродяжка рыжая

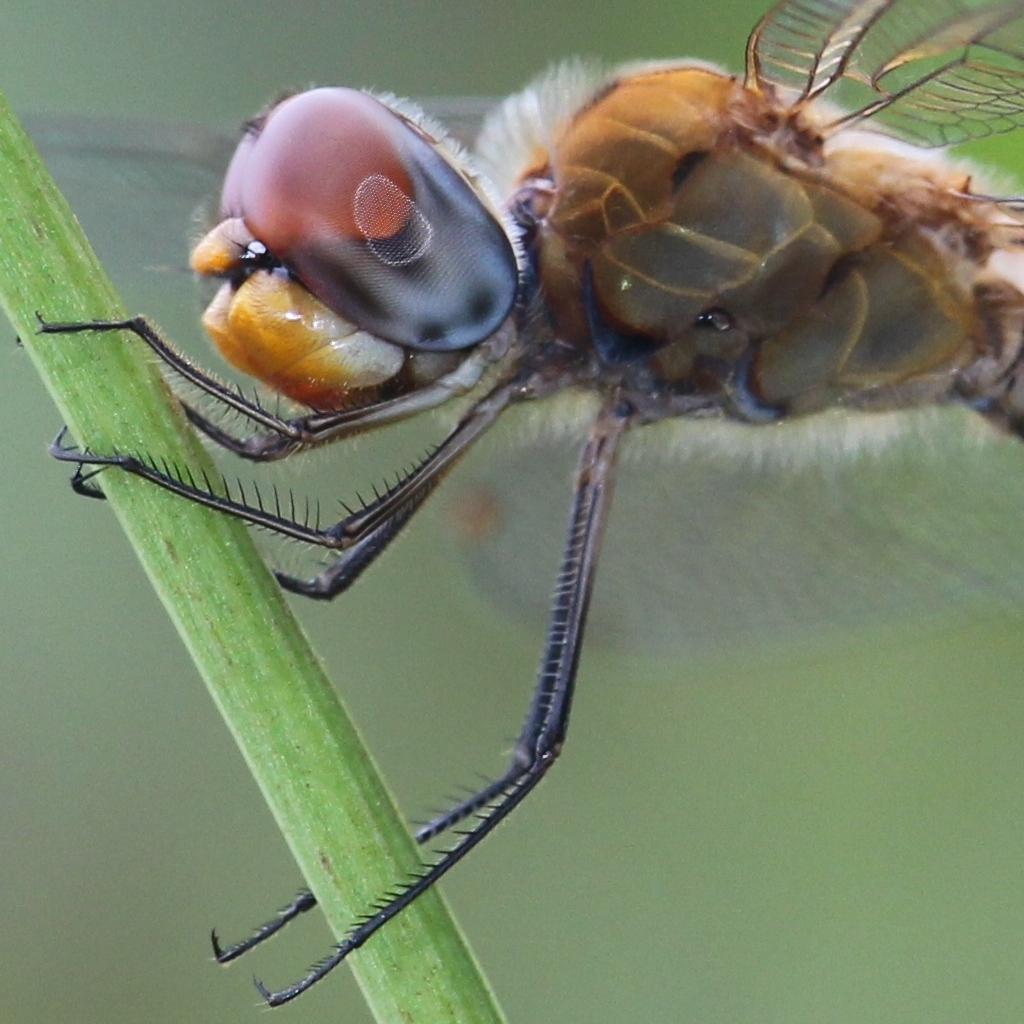
Самец

Бродяжка рыжая, или бродяжница рыжая, или бродяжница желтоватая (лат. Pantala flavescens) — вид стрекоз рода Pantala из семейства настоящих стрекоз (Libellulidae). Самый широко распространённый и наиболее высоко летающий в мире вид стрекоз, космополитный.

## Этимология названия
Латинское название рода происходит от греческого πανταλαζ — «очень несчастный», «бедный». Русское название рода — «бродяжка» либо «бродяжница» — вероятно, связано с тем, что один из видов рода склонен к дальним перелётам, «бродяжничеству».
Латинское видовое название flavescens означает «желтеющий», «приобретающий золотисто-жёлтый цвет», что указывает на желтовато-рыжую окраску стрекоз этого вида.

## Распространение и миграции
Встречается на всех материках (в Европе — редкий вид), кроме Антарктиды.
Многочисленные наблюдения и поимки особей показали, что вид распространён в очень широком регионе, между 40-й параллелью или внутри области с изотермой в 20 °C (то есть там, где среднегодовая температура выше двадцати градусов по Цельсию), а в Северной Америке и до 50-й параллели. В Европе имеются лишь отдельные случайные находки вида, главным образом в Средиземноморском регионе. Все нахождения рыжей бродяжки в Великобритании и Франции связывают с коммерцией и переносом вместе с фруктами и иными сходными товарами. Объяснением редкости вида в Европе является барьерный эффект Сахары, которая порождает неблагоприятные ветры, такие как Сирокко, чья сухость делает пролёт стрекоз практически невозможным.
Их перелёты в субтропиках и тропиках совпадают с зоной межтропической конвергенции.
Доказательством их предпочтения влажных ветров заключается в том, что эти стрекозы мигрируют в Тамил Наду в Юго-Восточной Индии только после второго муссона, который приносит дождь в этот регион. Однако в остальной части Индии рыжая бродяжка появляется с первым дождливым муссоном. Наблюдения и данные, полученные с использованием стабильных изотопов, показывают, что они мигрируют из Индии и далее через океанские острова в Африку через Аравийское море. Миграции стрекоз в Индии начинаются в сентябре, на Мальдивских островах они впервые появляются в октябре, на Сейшелах в ноябре (4° ю. ш., в 2700 км от Индии) и на атолле Альдабра (9° ю. ш., 3800 км от Индии) в декабре, после чего прилетают в Восточную Африку. С учётом обратной миграции, суммарный путь мигрантов (возможно до 4 генераций) составляет 14 000—18 000 км (для отдельного индивидуума до 6000 км).
Самый высоко летающий вид стрекоз, зарегистрированный в Гималаях на высоте 6200 м. Это также первый вид стрекоз, заселивший атолл Бикини после проведения на нём ядерных взрывов (с 1946 по 1958 год). Также это единственный вид стрекоз, обитающий на острове Пасхи. Предположительно, в холодных частях своего ареала, например, в южной части Канады и в Южной Австралии, этот вид не перезимовывает, но происходит дальнейшее ежегодное пополнение мигрирующими генерациями из других регионов.
Согласно недавним исследованиям, проведённым биологами из Университета Рутгерса-Ньюарк, этот вид стрекозы считается самым дальним известным путешественником в мире. Генетические данные, взятые у стрекоз по всему земному шару, свидетельствуют о том, что эти насекомые небольшого размера перемещаются на большие расстояния, чтобы спариться и, таким образом, создают глобальный генофонд. В другом исследовании было сделано заключение, что бродяжка рыжая как вид представляет собой почти глобальную одну панмиктическую популяцию, в которой достигается равновесное распределение частот генотипических классов разных особей.
Вид известен своей склонностью к дальним перелётам, миграциям, что отразилось на морфологии вида, — у них одна из самых больших среди разнокрылых стрекоз относительная площадь и длина крыльев. Помимо этого, этот вид характеризуется способностью развиваться в мелких временных водоёмах. С помощью этих адаптаций ежегодно на протяжении тёплого сезона имаго проникают из основной части своего ареала в гораздо более северные широты, где они размножаются, но не способны переживать зиму (и вымерзают, например, в Японии). Некоторые представители этого вида обнаруживаются и в более северных регионах, например, в Забайкалье и на Камчатке.

## Описание

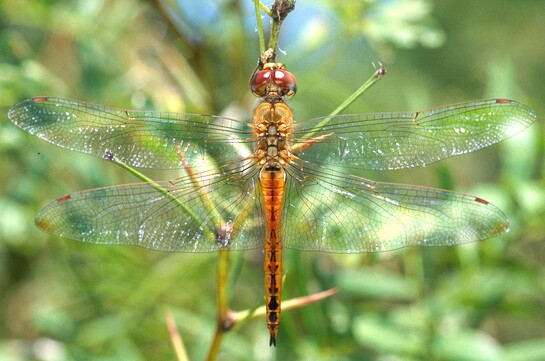
Самец
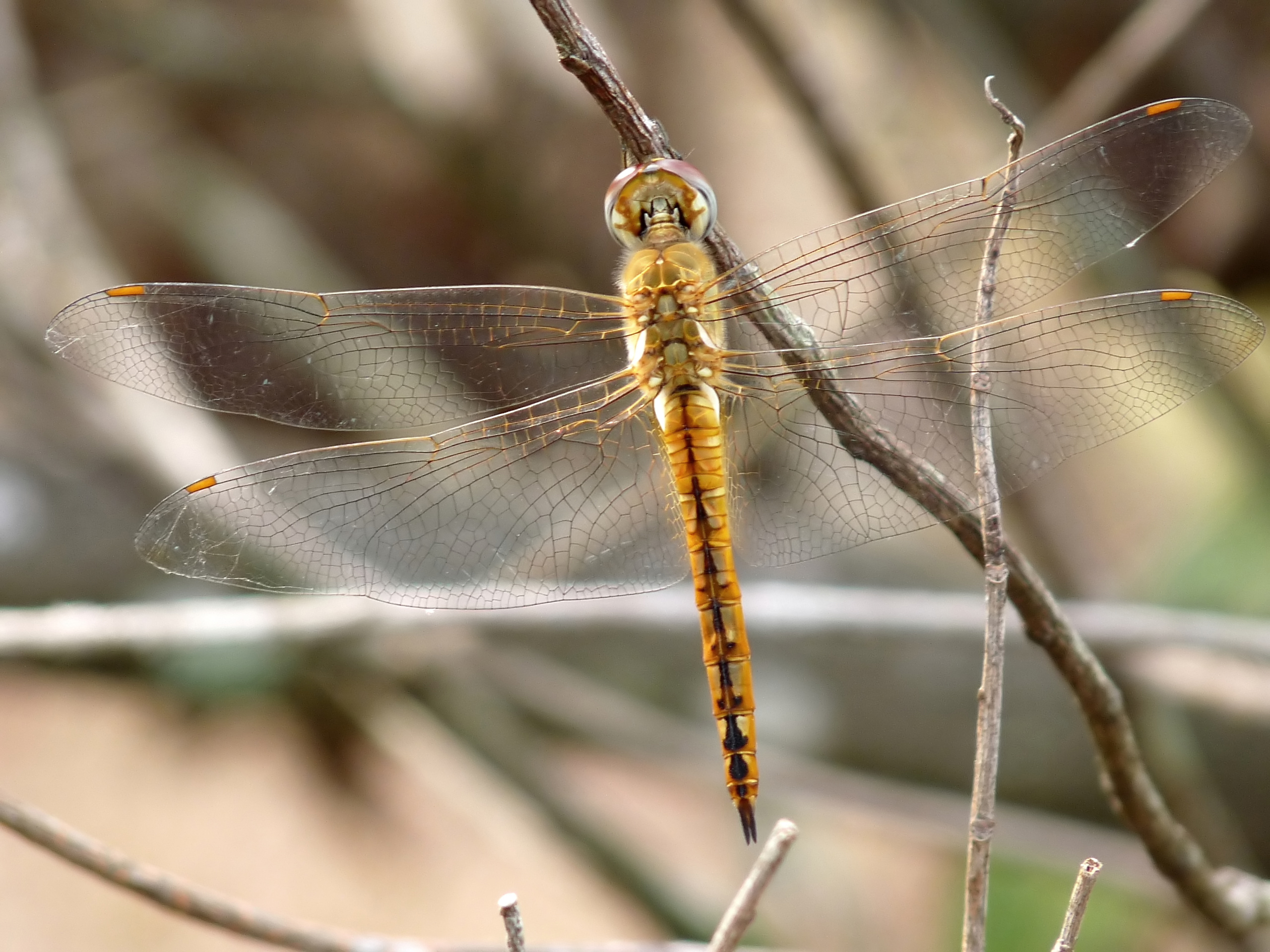
Самка
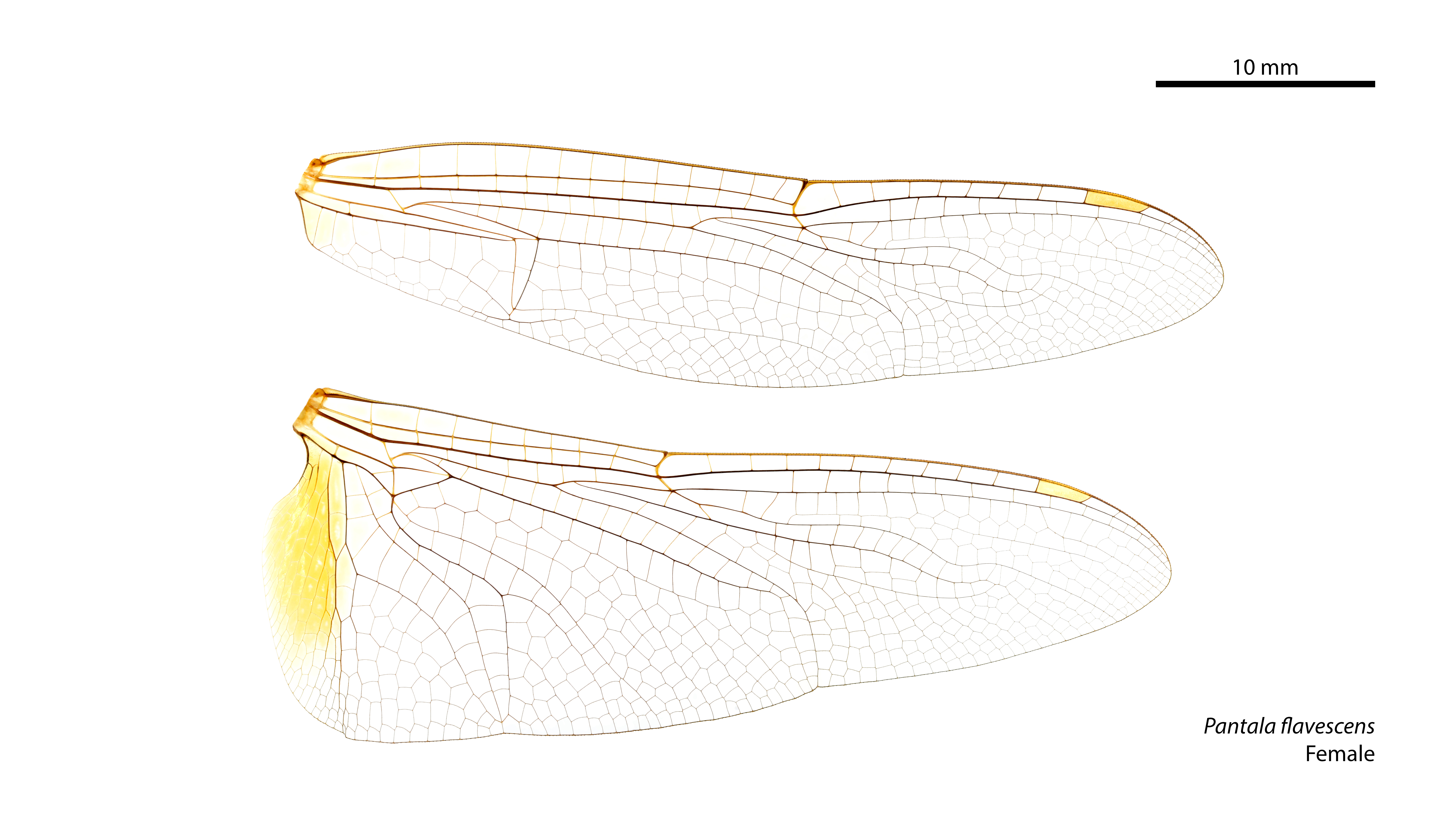
Крылья самки
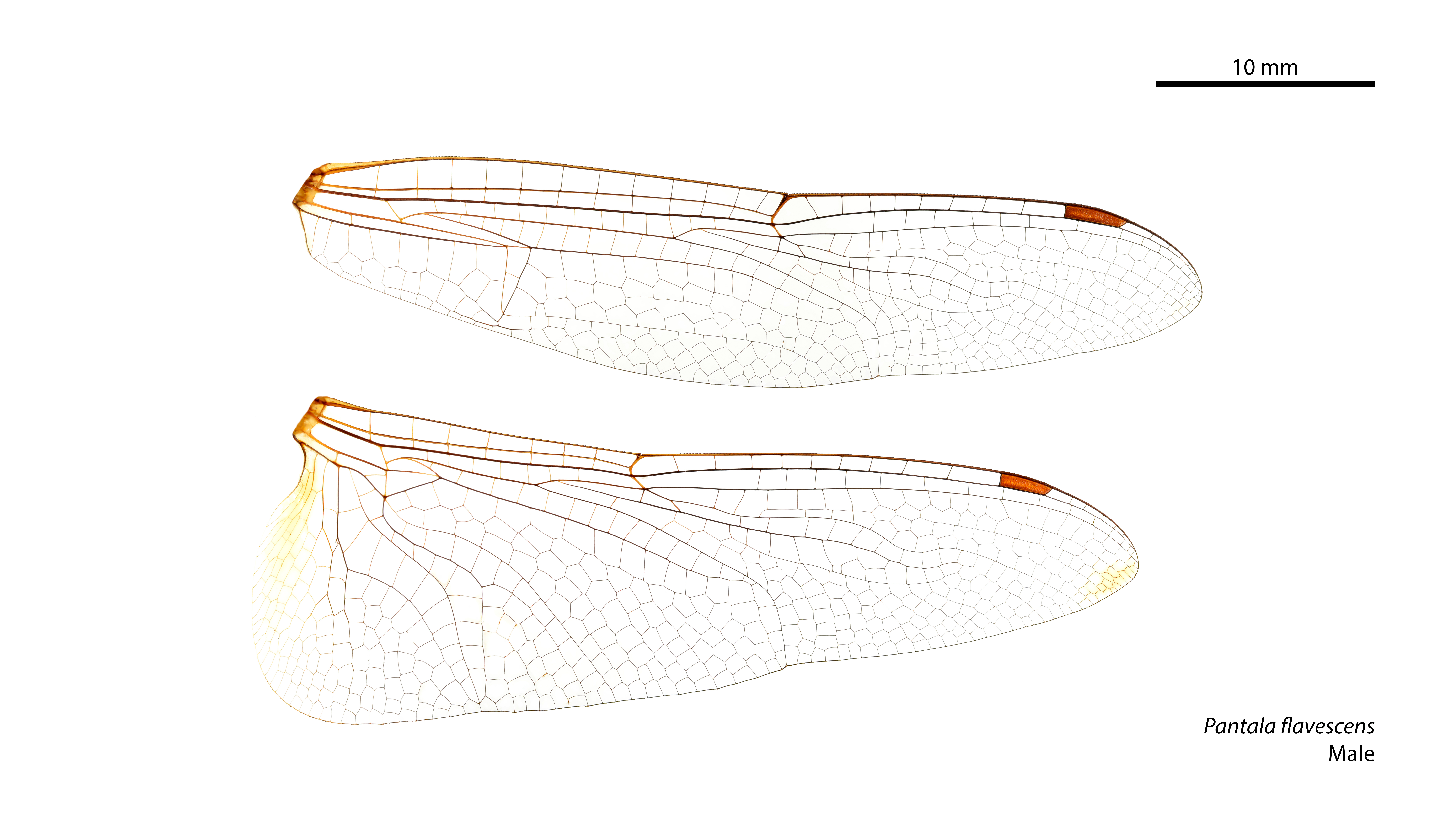
Крылья самца

Стрекозы среднего размера, длина тела до 4,5 см, размах крыльев до 8 см. Внешним видом напоминает некоторые виды рода Sympetrum. Голова желтовато-красная. Грудь желтовато-золотистая с тёмными отметинами. Отдельные особи имеют коричневатую или оливковую грудь. Брюшко имеет сходную с грудью окраску. Тёмный рисунок на теле не сильно развит. Расположенные на задних крыльях треугольники находятся заметно ближе к основанию крыла, чем на передних крыльях. При вершине задних крыльев имеется тёмное пятнышко, иногда отсутствующее.

### Личинка

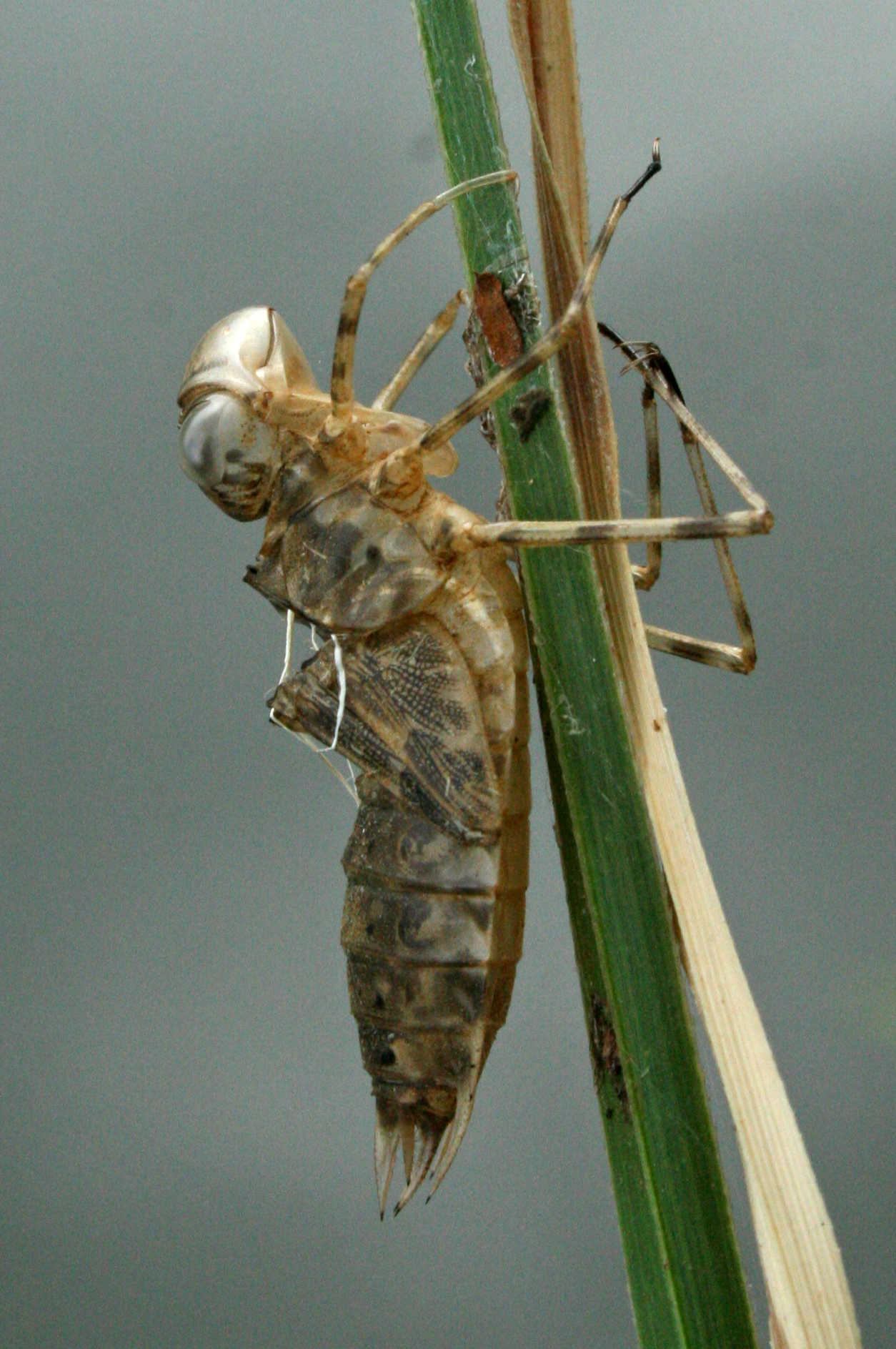
Экзувий

Длина личинки от 24 до 26 мм. Основная окраска тела светло-зелёная с коричневыми отметинами. Округлые глаза расположены на нижней боковой части головы, брюшко притуплённое.
Парные боковые пластинки парапрокты на XI сегменте брюшка с боков гладкие. Непарная дорсальная пластинка эпирокт на XI сегменте брюшка, примерно такая же длина, что и парапрокт, или немного длиннее. Это отличает их от личинок рода Tramea, у которых эпипрокт короче, чем парапрокты. Более того, ротовые части (пальпы, или щупики) имеют 12—14 щетинок, и их меньше в количестве, чем у близкого вида P. hymenaea (у которого там 15—18 щетинок).

## Биология

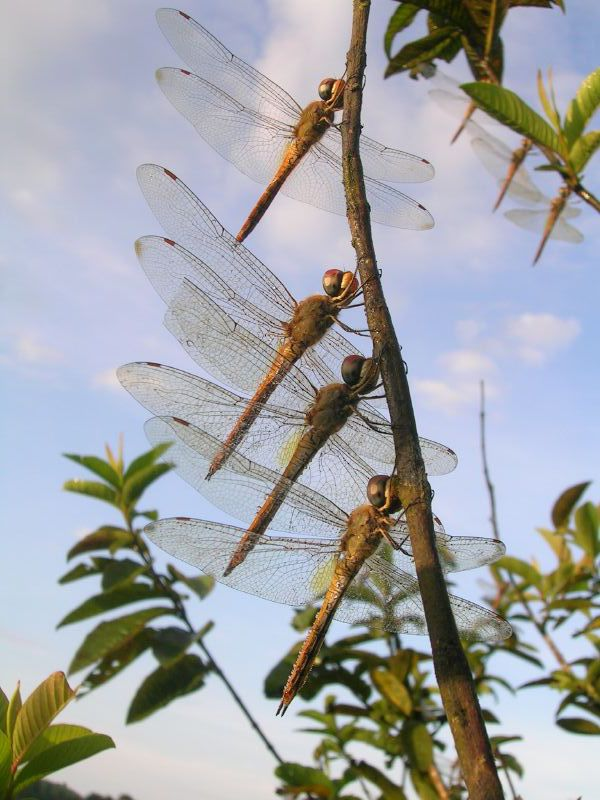
Агрегация стрекоз во время миграции

Облигатный мигрант. Весьма заметные стрекозы, роями летающие над различными биотопами, включая антропогенные, например, над рисовыми полями, игровыми площадками или над открытыми площадями. Они без устали летают с типичным блуждающим полётом в течение нескольких часов, не делая приземления.
Скорость полёта достигает 5 м/с. В осеннее время летают большими роями, до 34 км2. Стрекозы предпочитают влажный ветер.
При обычных полётах стрекозы из островных популяций держатся на высоте 2,5 м над землёй и перестают летать в восходящих тепловых потоках. Континентальные популяции летают на высотах от трёх до четырёх метров и не прекращают летать даже в плохую погоду. Популяция на острове Пасхи адаптировалась к новым условиям и отошла от своих миграционных привычек, так как вылет в открытое море обычно означал бы для стрекоз несомненную смерть. У островных представителей более тёмная окраска, редуцированы задние крылья (которые к тому же выглядят асимметричнее, чем у обитателей континентов), они летают низко и ближе к поверхности земли, самки примерно равны по весу самцам (наоборот, самки тяжелее у континентальных бродяжек). Половой диморфизм по окраске наблюдается в континентальных популяциях, но не в островных. Однако островные популяции демонстрируют больший половой диморфизм, чем континентальные популяции в морфологии: по длине крыльев, размерам брюшка и ног.
Рыжая бродяжка, как и все другие стрекозы, типичный хищник. Их личинки активно перемещаются и охотятся на все виды водных беспозвоночных, таких как личинки водных насекомых, ракообразные-перакариды, используются в пищу даже головастики и мелкие рыбы. Взрослые стрекозы охотятся на мелких летающих насекомых, таких как комары, а также на роящихся самок и самцов муравьёв и термитов.
Как и у других представителей семейства Libellulidae, у рыжей бродяжки нет чёткого ритуала ухаживания. Самки могут спариваться многократно, но обычно только один раз в сутки.
После спаривания стрекозы летают тандемом, при этом самка откладывает яйца вместе с присоединённым к ней самцом. Всего самки откладывают от 500 до 2000 яиц. Яйца имеют сферическую форму, размером примерно 0,5 мм.
Личинки развиваются от 38 до 65 дней, что позволяет этой мигрирующей стрекозе развиваться во временных водах или даже в плавательных бассейнах. Однако эти личинки очень чувствительны к изменениям температуры.

## Систематика
Вид был впервые описан в 1839 году датским энтомологом Иоганном Фабрицием под первоначальным названием Libellula flavescens по типовым экземплярам из Индии. Обозначен типовым видом рода Pantala Hagen, 1861. Позднее вместе с видом Pantala hymenaea был включён в состав подсемейства Pantalinae Jacobson, & Bianchi, 1905 (иногда в составе Trameinae, а потом отдельно), где род Pantala образует кладу сестринскую к другим близким родам.
L. [flavescens] alis hyalinis: stigmate niveo, corpore flavescente. Habitat in India Dom. Daldorff. Statura praecedentium. Caput flavescens oculis magnis, fuscis. Thorax flavescens, immaculatus. Abdomen compressum, flavescens linea dorsali nigra. Alae albae stigmate marginali niveo.
— Fabricius (1839), Entomologia systematica emendata et aucta Supplement S. 285
|         | другие роды                                                             |
|         |                                                                         |
| Pantala | \| \| Pantala flavescens \| \| \| \| \| \| Pantala hymenaea \| \| \| \| |
|         | \| \| Pantala flavescens \| \| \| \| \| \| Pantala hymenaea \| \| \| \| |
|         | Pantala flavescens                                                      |
|         |                                                                         |
|         | Pantala hymenaea                                                        |
|         |                                                                         |

|  | Pantala flavescens |
|  |                    |
|  | Pantala hymenaea   |
|  |                    |

|         | другие роды                                                             |
|         |                                                                         |
| Pantala | \| \| Pantala flavescens \| \| \| \| \| \| Pantala hymenaea \| \| \| \| |
|         | \| \| Pantala flavescens \| \| \| \| \| \| Pantala hymenaea \| \| \| \| |
|         | Pantala flavescens                                                      |
|         |                                                                         |
|         | Pantala hymenaea                                                        |
|         |                                                                         |

|  | Pantala flavescens |
|  |                    |
|  | Pantala hymenaea   |
|  |                    |

## Охранный статус
С 1985 года включён в Международную Красную книгу МСОП в статусе LC (Least concern, вызывающий наименьшие опасения).
В Соединённых Штатах он имеет статус национальной эквивалентной защиты N5. В Канаде его статус ниже и обозначен как N4, что означает, что он, по-видимому, в безопасности, не редок, но не часто встречается и с причинами для долгосрочного беспокойства. Даже на этом уровне он находится под защитой в большинстве штатов США и провинциях Канады.
Включён в Красную книгу Забайкальского края (категория 3 — редкие виды).